# Фролов, Иван Ефимович
Ива́н Ефи́мович Фроло́в (19 апреля 1918, село Колыбелька, Алтайская губерния — 5 ноября 1957, Барнаул) — советский поэт.

## Биография
Иван Фролов родился 19 апреля 1918 года в селе Колыбелька (ныне Краснозёрский район Новосибирской области). После окончания школы работал учителем. Окончил Томский учительский институт (1940). Участник Великой Отечественной войны, службу проходил на Дальнем Востоке. Печататься начал в 1942 году в военных газетах. После демобилизации работал корреспондентом «Алтайской правды» по районам Кулундинской степи, заведующим отделом литературы и искусства в краевой молодёжной газете.
Литературная деятельность его длилась всего 15 лет, но за это время, которое у иных занимают только годы ученичества, он успел оставить большой и яркий след в поэзии Алтая. Степная Кулунда стала истоком его поэзии, он обозначил её на карте советской литературы.
Вместе с группой молодых литераторов-фронтовиков создавал альманах «Алтай», краевое книжное издательство, писательскую организацию. Был первым на Алтае членом Союза писателей СССР (с 1951 года), первым руководителем писательской организации, одним из первых редакторов «Алтая».
К послевоенным годам относится бурный расцвет творчества поэта. Одна за другой выходят его книги «Моя Кулунда», «О самых простых и скромных», «Стихи», «Хлеб идёт», «В добрый час», «Хорошо, когда ты нужен», «Край, в котором мы живём» и другие, всего с 1950 по 1957 год — одиннадцать сборников. Пять книг Ивана Фролова вышли после его смерти.
Фролов был делегатом Второго Всесоюзного совещания молодых писателей. В 1951—53 годах — первым избранным секретарем Алтайского отделения Союза писателей РСФСР. Работал в краевом Комитете защиты мира.
Высокую оценку стихам Фролова дали Михаил Исаковский, новосибирский поэт Александр Смердов, критик Зиновий Паперный и многие другие. Алексей Сурков так писал о поэте:

Фролов отрешился от абстрактно-риторической позы в рассказах о новой деревне… Он пытается пойти по трудному, но благородному пути, на который звал Маяковский, — раскрыть в самых прозаических, самых, казалось бы, «не героических», будничных, деревенских профессиях пафос и благородство преданности человека своему делу.— Алексей Сурков
Иван Фролов умер 5 ноября 1957 года в Барнауле, не дожив до сорока лет.

## Избранная библиография
- Первая книга стихов — «Моя Кулунда» (1950).
- Сборник «О самых простых и скромных» (1952)
- Сборник стихов для детей «Хлеб идёт» (1953)
- Сборник «В добрый час!» (1955)
- Сборник стихов для детей «Про Надю» (1957)
- Сборник «Край, в котором мы живем» (1957)
- Сборник «Хорошо, когда ты нужен» (1956, 2 изд. — 1972)